# Olli Hoare
Olli Hoare, född 29 januari 1997, är en australisk friidrottare. Han deltog vid olympiska sommarspelen 2020.